# Singafrotypa mandela
Singafrotypa mandela là một loài nhện trong họ Araneidae.
Loài này thuộc chi Singafrotypa. Singafrotypa mandela được miêu tả năm 2002 bởi Kuntner & Gustavo Hormiga.